# داوود صدری
داوود صدری ۲۵ ساله و تکنیسین برق یکی از افرادی بود که به گزارش سحام نیوز با شلیک از بام پایگاه بسیج مقداد در روز ۲۵ خرداد ۱۳۸۸ مجروح شد و در بیمارستان رسول اکرم جان باخت.
جنازه‌اش همچون سایر موارد با تأخیر به خانواده وی تحویل گردید.

علی جمالی عضو شورای مرکزی سازمان دانش آموختگان ایران و از بستگان داوود صدری در اینباره گقت: 
«خانواده صدری از همان لحظه شنیدن خبر به بیمارستان مراجعه کردنداما مسئولین بیمارستان از هرگونه پاسخگویی در خصوص وضعیت وی امتناع کردند. حضور نیروهای امنیتی در بیمارستان رسول اکرم مشهود بود و پس از مدتی خبر فوت داود صدری به خانواده وی اعلام شد ولی از تحویل جنازه ایشان خودداری نمودند.»

جمالی افزود: 
«سرانجام پس از ۵ روز پیگیری شبانه‌روزی در ۳۱ خرداد جنازهٔ داود صدری به خانواده وی تحویل و تحت تدابیر امنیتی در امامزاده ابراهیم کرج به خاک سپرده شد؛ و درحالی که داوود روز ۲۵ خرداد به قتل رسیده بود، گواهی فوت صادر شده به تاریخ ۳۱ خرداد است.»
پدر داوود صدری در مصاحبه‌ای اعلام نمود که پسرم بسیجی نبود. او لباس شخصی‌ها را عامل قتل پسرش دانست که از بالای پشت بام پایگاه بسیج مقداد به سمت مردم شلیک می‌کردند. اما رسانه‌های دولتی ایران وی را یک شهید بسیجی معرفی می‌کردند.
در مصاحبه‌ای دیگر که خبرگزاری فارس با پدر داوود صدری داشت اعلام نمود که او میرحسین موسوی را عامل کشته شدن پسرش می‌داند و از او شکایت کرده‌است. اما در مصاحبه‌ای دیگر با روزآنلاین این گفته‌ها را تکذیب کرد و گفت که فارس سخنان او را تحریف نموده است.
پدر داوود صدری بعدها در مصاحبه‌ای گفت: پسر من بسیجی نبود، روزنامه‌های داخل ایران یک بار زنگ زدند و هرچه که خودشان دوست داشتند را نوشتند. ما به کی اعتماد کنیم؟ مزد سی سال خدمت صادقانهٔ من به مملکتم این بود که پسر جوان مرا کشتند بعد در بنیاد شهید به من گفتند باید افتخار هم بکنید که بچه شما بسیجی باشد، گفتم وقتی پسر من بسیجی نبود، چرا باید دروغ بگویم، پسرم یک کارمند معمولی بود که کشته شد… پسرِ من دنبال کارش رفته بود، ولی حتی اگر در تظاهرات هم شرکت کرده بود، آیا جواب یک شعار «رای من کو» گلوله بود؟ یعنی نمی‌توانستند صبوری کنند تا این همه مردم شب به خانه هایشان برگردند و باید تظاهرات را با گلوله تمام می‌کردند؟